# هاياتو ماين
هاياتو ماين (باليابانية: 峯 勇斗) (31 أغسطس 1992 في فوناباشي في اليابان – )؛ هو لاعب كرة قدم ياباني سابق كان يلعب كمهاجم.

## وصلات خارجية
- هاياتو ماين على موقع رابطة كرة القدم اليابانية للمحترفين (اليابانية)